# Ajali
Ajali (en georgiano: ახალი, lit. 'nuevo') es un partido político en Georgia fundado por el exministro y exdirector de Rustavi 2, Nika Gvaramia, y el diputado y expresidente del partido Movimiento Nacional Unido, Nika Melia. El lanzamiento del partido tuvo lugar el 11 de marzo de 2024.

## Ideología
El partido se autodefine como liberal y europeista.

## Historia
Tras las protestas en Georgia de 2023 contra la ley de agentes extranjeros, la presidenta del país Salomé Zurabishvili promovió la Carta de Georgia, un plan para la próxima legislatura en con el objetivo de satisfacer las demandas de los manifestantes y acercar al país a la Unión Europea. Ajali, junto con otros partidos de la oposición al gobierno de Sueño Georgiano se adhirieron al estatuto el 4 de junio de 2024. El 9 de julio de 2024, el partido firmó un acuerdo para acudir a las elecciones al parlamento de Georgia de 2024 en coalición con Droa! y Girchi-Más Libertad.

## Resultados electorales

### Elecciones locales
Cuando se constituyó el partido, atrajo a concejales principales ligados al Movimiento Nacional Unido a lo largo del país.
| Election | Votes | % | Seats   | +/–   |
| -------- | ----- | - | ------- | ----- |
| 2021     | -     | - | 57/2068 | Nuevo |

Algunos de los lugares donde tienen presencia son: Tiflis (2 concejales de 50), Jobi (10 de 36), Zugdidi (14 de 45), Batumi (7 de 35), Kutaisi (7 de 35), Kaspi (6 de 30). También tiene presencia en lugares como Chiatura, Tsagueri, Signagi o Telavi.